# 오노데라 이쓰노리
오노데라 이쓰노리(일본어: 小野寺五典, 1960년 5월 5일 ~ )는 일본의 정치인이다. 제12·17·18대 방위대신을 역임하였다. 혼인 전의 성씨는 구마가이(熊谷)이다. 외무대신 정무관 (제3차 고이즈미 내각), 외무대신 (제1차 아베 개조내각·후쿠다 야스오 내각), 중의원 '오키나와 및 북방 문제에 관한 특별위원회' 위원장, 자민당 정무조사회장 대리, 자민당 미야기현 연회장 등을 역임했다. 현재 중의원 선거구는 미야기현 제6구이다.
이쓰노리는 게센누마시장 오노데라 노부오의 데릴사위이다.

## 생애
1960년 일본 미야기현 게센누마시에서 태어났다. 미야기현 게센누마 고등학교, 도쿄 수산대학 수산학부 해양환경공학과를 졸업하였으며, 1983년 미야기 현청에 들어가 수산자원 부서에서 일하게 되었다. 7년 뒤 1990년 미야기현에 사표를 내어 퇴직하고 마쓰시타 정경숙 제11기 입학생이 되었다. 1993년에는 도쿄 대학 대학원 법학정치학연구과 석사과정을 수료하였다. 이후 도호쿠 복지대학 전임강사를 거쳐 1996년 대학 조교수로 승진하였다.
1997년 미야기현 6구에서 치러진 중의원 재보궐선거에서 자민당 공천을 받아 국회의원 후보로 출마해 초선 의원이 되었다. 그러나 지역구 유권자에게 향초를 배포한 행위가 일본 공직선거법에서 금지하는 '기부행위'에 해당되어 센다이 지검에 불구속 입건되었다. 이후 2000년에 중의원직에서 물러났으며, 약식기소를 거쳐 벌금 40만 엔의 유죄판결을 받아 민권이 3년간 정지됐다. 그 직후 미국으로 건너가 존스 홉킨스 대학교 고등국제학대학의 객원연구원을 거쳐, 학교법인 마스코트 학원의 도호쿠 복지정보전문학교의 이사장과 도호쿠 복지대학 특임강사를 맡았다.
2003년 제43회 일본 중의원 의원 총선거에서 자민당 후보로 미야기현 6구에 재출마, 민주당의 오이시 마사미쓰 전 의원, 사회민주당의 간노 데쓰오 전 의원을 제치고 당선됐다. 2005년 제44회 일본 중의원 의원 총선거에서는 사회민주당의 간노 데쓰오를 다시 한번 꺾고 3선 의원이 되었다 (간노 후보도 비례대표로 부활해 당선됐다). 선거 후 출범한 제3차 고이즈미 내각에서는 외무대신 정무관으로 임명되었다. 이듬해 2007년 제1차 아베 개조 내각에서는 외무대신 정무관에 임명되었으며, 이후 후쿠다 야스오 내각에서도 연임되었다.
2009년 제45회 일본 중의원 의원 총선거에서는 미야기현 6구에 다시 출마해, 사민당의 간노 데쓰오 후보와 맞붙어 비례부활도 허용하지 않고 4선 의원에 등극했다. 하지만 전체적으로는 자민당이 참패를 거두어, 미야기현의 지역구 6곳에서서 오노데라만 의석을 얻었다. 선거 후에는 자민당 미야기현 연회장으로 선출되었다. 같은해 2009년 자민당 총재 선거에 예비입후보 준비를 하였으나, 다선과 초선의 표 분열을 우려해 결국 출마를 포기하였다. 총재 선거에서는 자신이 속한 고치카이의 다니가키 사다카즈 의원 대신 아소파의 고노 다로 의원에게 표를 던졌다. 이듬해 2010년 10월 발족한 자민당 예비내각에서는 '예비외무장관'으로 기용되었다. 2011년 3월 11일 동일본 대지진 발생 당시에는 오노데라의 지역구인 미야기현 제6구도 해일 피해를 입었으며, 오노데라의 자택도 파손된 것으로 전해졌다.

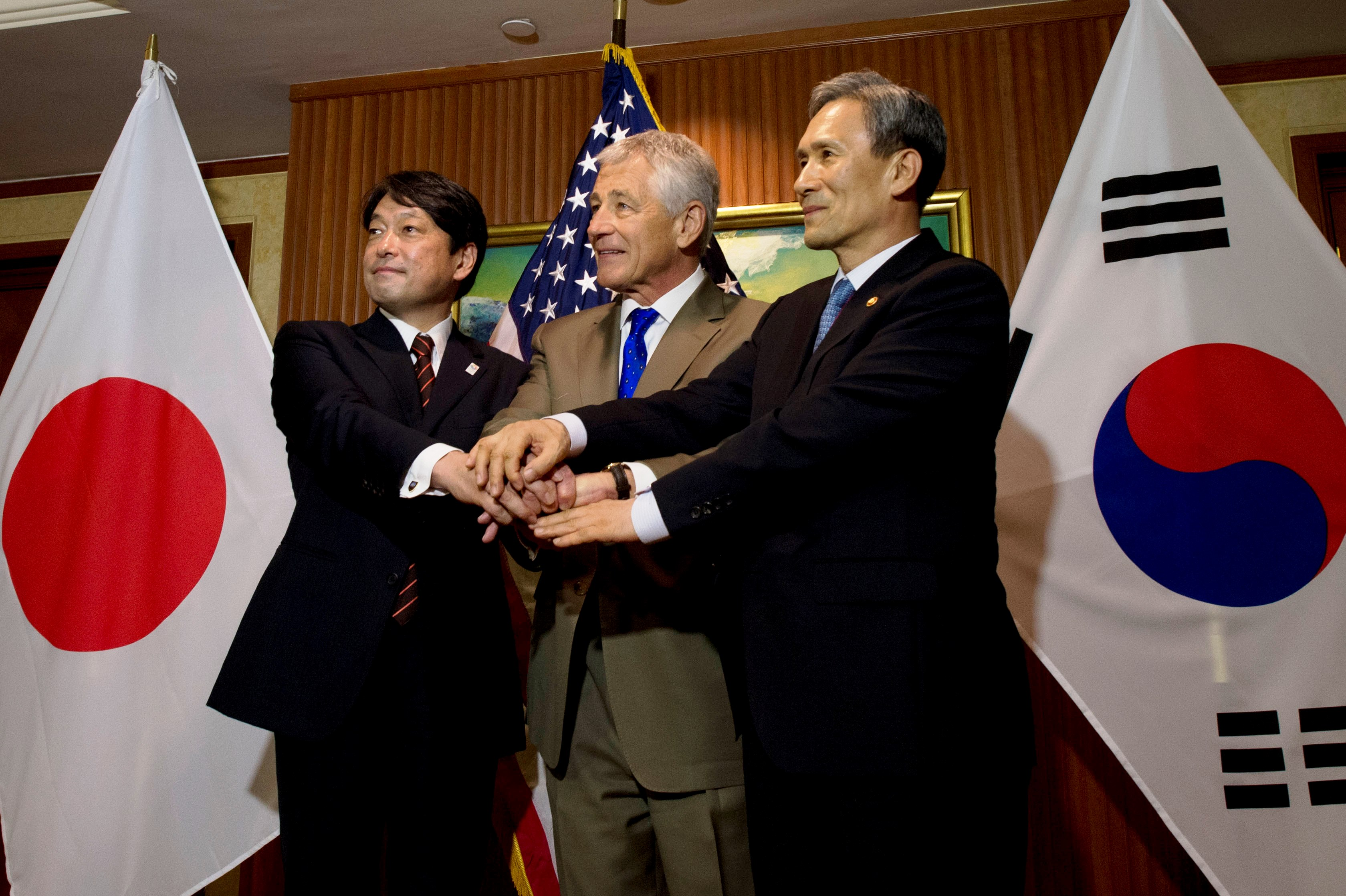
2013년 싱가포르에서 미국의 헤이글 국방장관과 대한민국의 김관진 국방부장관과의 회담

2012년에는 중의원 내 '오키나와 및 북방 문제에 관한 특별위원회'의 위원장이 되었다. 같은해 12월 제46회 일본 중의원 의원 총선거에서는 민주당의 가마타 사유리에게 7만표 이상의 큰 득표차로 5선에 무난히 도달했다. 선거 후 발족된 제2차 아베 신조 내각에서는 일본 방위대신에 임명되어 처음으로 내각 일원이 되었다. 이후 아베 개조내각 출범에 따라 방위대신에서 물러났고, 자민당 정무조사회장 대리직을 맡았다. 2014년 제47회 일본 중의원 의원 총선거에서 다시 한번 민주당의 가마타 사유리와 맞붙었고 승리하여 6선 의원이 되었다.
2017년 8월 3일 제3차 아베 개조내각에서 다시 한번 방위대신 자리에 올랐다. 원래는 이나다 도모미 방위대신이 사임한 이후 기시다 후미오 외무대신이 겸임하고 있었으나, 남수단에 파견된 자위대의 파견일지 은폐 파문 등으로 어수선해진 방위성을 바로잡기 위해 방위대신 경력자 기용을 검토하게 되었으며, 그 결과 오노데라가 선발되었다. 같은해 제38회 일본 중의원 의원 총선거에서도 지역구에서 당선되어 7선 의원이 되었다.
2018년 10월 2일에 제4차 아베 신조 내각 (개조)이 출범하면서 방위상에서 물러난 뒤 안전보장조사회장 및 방위대강을 의논하는 워킹팀 좌장이 되었다. 수차례 방위 관련 경험을 쌓으면서 오노데라는 방위족 의원으로 받아들여지고 있다.
2021년 총선에서 당선돼 8선 의원이 되었으며 2023년 10월에 중의원 예산위원장을 맡았다. 2024년 일본 자유민주당 총재 선거 때 1차 투표에서 같은 파벌 출신인 하야시 요시마사를 지지했으나 결선 때는 이시바 시게루를 지지했다. 이후 이시바가 총재로 당선되자 정무조사회장으로 발탁되었다. 같은 해 총선 때 선거구가 조정돼 미야기현 5구에 출마했고 9선 의원이 되었다.

## 성향
대체로 우익 성향으로, 2012년 당시 일본 헌법의 개헌을 찬성하며, 집단적 자위권의 행사 금지라는 조항해석을 재검토하는 것도 찬성한다는 입장이라고 밝혔다. 또 여성 궁가 창설에 반대하며, 환태평양 경제 동반자 협정 가입에도 반대하였다. 일본 핵무장은 "장래에 걸쳐 검토해야 한다"는 입장이라고도 밝혔다.
2010년 센카구 열도(댜오위다오) 분쟁이 촉발될 당시 구글 맵에서 중국 측의 표기 (댜오위다오 등)를 반영해 일본과 중국 간의 영토분쟁이 있는 것으로 정하자, 구글 일본 법인을 방문해 중국 측 표기의 삭제를 요구하기도 하였다. 2013년 11월 26일에는 특정 비밀 보호법 표결에서 찬성표를 던졌다. 그밖에도 원내 의원연맹인 '신토 정치연맹 국회의원 간담회' (神道政治連盟国会議員懇談会), '모두 야스쿠니 신사에 참배하는 국회의원 모임' (みんなで靖国神社に参拝する国会議員の会) 등에 속해 있다.

## 역대 선거 기록
|  | 49.42% |

|  | 50.71% |

|  | 63.53% |

|  | 63.69% |

|  | 78.1% |

|  | 70.6% |

|  | 85.72% |

|  | 83.24% |

|  | 74.66% |